# Saison 6 de BoJack Horseman
Chronologie
Saison 5
Cette page recense les épisodes de la 6e et dernière saison de la série télévisée BoJack Horseman.

## Liste des épisodes

### Épisode 1:Un cheval en désintox
- 25 octobre 2019 sur Netflix

- Cindy Crawford

BoJack commence son séjour en cure de désintoxication dans le centre Pastiches à Malibu. Il parvient à se sevrer péniblement et intégrer les activités proposées mais lors des séances avec un thérapeute, il cherche toujours à éviter d'évoquer les causes de son mal-être, notamment la première fois qu'il a bu de l'alcool.
Son sevrage fait ressurgir des souvenirs douloureux liés à ses abus : le soir de la mort de Sarah Lynn, il s'est senti coupable d'avoir encouragé la consommation de drogue de son ancienne protégée mais n'a trouvé personne pour l'écouter ; sur le plateau de tournage de Horsin' Around, il a bu pour profiter de la mannequin invitée ; étudiant, il se saoulait lors des soirées pour se décoincer jusqu'à se montrer violent et insultant.
Avec le temps, BoJack commence à douter de l'efficacité de sa thérapie, dénonçant d'autres patients qui s'enfoncent dans leurs travers comme Jameson, une jeune femme qui se fait livrer de la vodka en douce. Le thérapeute confronte BoJack et lui révèle que s'il considère sa thérapie terminée, il peut s'enfuir facilement mais ne le veut pas vraiment. Quand il fait la même révélation à Jameson, elle part rejoindre son petit-ami lors d'une soirée. BoJack la suit, se retrouve tenté par les nombreuses bouteilles, mais part quand Jameson fuit après avoir surpris son petit-ami avec une amie. Il la retrouve chez son père, après avoir demandé en vain l'aide de Diane qui a appelé Todd qui aidait Princess Carolyn occupée avec son bébé porc-épic et Mr Peanutbutter. Là, BoJack écoute la jeune femme vouloir se venger de son père qui l'a écarté pour un bébé. BoJack l'en dissuade avant de se souvenir des manipulations de son propre père, qui l'avait fait boire après qu'il l'a surpris avec sa secrétaire, et détruit plusieurs objets de collection. Le père les surprend et se confie à BoJack une fois sa fille partie : le cheval n'est pas le premier à l'aider à s'évader de cure et l'enfant n'est pas le sien mais celui de Jameson. Il les ramène à Pastiches, où BoJack reprend la cure depuis le début.

### Épisode 2:Le Nouveau client
- 25 octobre 2019 sur Netflix

- Chloë Grace Moretz

Princess Carolyn est débordée avec son entreprise et sa nouvelle vie de mère, si bien qu'elle n'a toujours pas trouvé de nom pour sa fille porc-épic. Juste quand la nounou de son bébé démissionne, elle doit participer à une séance photo pour les femmes actives vivant seules et demande de l'aide à Todd, qu'elle pense encore occupé à un projet fantasque. Devant gérer Mr Peanutbutter qui ne parvient pas à dépasser sa culpabilité envers Pickles, qu'il a demandé en mariage sur un coup de tête et qu'il trompe avec Diane, au point qu'il force le réalisateur de son prochain film à constamment changer le montage, Princess Carolyn a l'esprit trop occupé pour se concentrer sur le nouveau projet de réception pour le concert de reformation des Fugees et les nombreuses contraintes imposées par les invitées.
BoJack appelle Princess Carolyn : Mr Peanutbutter lui a rendu visite à Pastiches, profitant des sessions de groupe pour évoquer ses propres problèmes, et le cheval veut qu'elle le chasse. Cependant, quand elle arrive épuisée et les bras marquées de piqûres à cause de son bébé, le personnel de Parstiches la prend pour une patiente et l'enregistre. Elle s'effondre de fatigue et dort presque deux jours. À son réveil, elle panique et demande à Todd comment il a géré la situation, qui comme à son habitude, lui a échappé : en négociations avec des investisseurs après la fin de quelleheureestil.com, il a évoqué le « Projet sans titre de Princess Carolyn », surnom qu'il utilisait pour le bébé mais que les producteurs ont pensé comme une série télévisée. Princess Carolyn y voit une occasion : elle vend le film de Mr Peanutbutter remonté comme le pilote et désigne une femme dont la carrière de showrunner traverse une mauvaise passe après sa maternité pour diriger la série. Les producteurs, peu soucieux du fond du projet, acceptent.

### Épisode 3:Une histoire qui fait du bien
- 25 octobre 2019 sur Netflix

Diane fait une série de reportages à travers les États-Unis pour son site Béguin de Fille sur des sujets polémiques et impliquant tous le milliardaire Jeremiah Whitewhale. Au cours des voyages, elle s'est rapprochée de Guy, son caméraman buffle. En arrivant à Chicago, ville d'origine de Guy et lieu du siège social de l'entreprise de Whitewhale, ils apprennent que le milliardaire a racheté leur site, qui doit changer de ligne éditoriale. En découvrant que Whitewhale assume pleinement l'oligarchie de son conglomérat, Diane et Guy cherchent une dernière histoire sombre et enquêtent sur la mort suspecte d'un ouvrier dans une des usines de l'homme d'affaires. Diane s'investit dans l'enquête, qui lui permet d'éviter de se confronter à sa relation avec Guy qui devient sérieuse et elle sait qu'elle ne supporte pas d'être heureuse. Finalement, Whitewhale donne rendez-vous aux deux reporters et avoue devant caméra qu'il a tué l'ouvrier, mais qu'il s'en sortira auprès des investisseurs qui seront rassurés d'avoir affaire à quelqu'un d'amoral, et aux yeux de la justice car une loi autorisant les personnes riches à tuer vient d'être votée. Diane rentre à Los Angeles, laissant Guy à Chicago, mais une fois arrivée, elle rappelle son caméraman et lui propose une relation à distance.

### Épisode 4:Surprise!
- 25 octobre 2019 sur Netflix

Todd a invité tout l'entourage de Mr Peanutbutter et Pickles pour leur organiser un mariage surprise. BoJack, qui a eu l'autorisation de sortir avec un compagnon de sobriété, retrouve Diane, Todd et Princess Carolyn, avec son bébé, encore une fois sans nounou car Todd les surveille constamment et finit par les faire fuir. Mais en rentrant de la comédie musicale où Todd les a envoyés, Mr Peanutbutter avoue à Pickles qu'il l'a trompé avec Diane et qu'il se sent coupable depuis. Le couple se dispute à travers la maison, tous les invités doivent se cacher comme ils le peuvent, mais Ruthie échappe à la surveillance de Princess Carolyn. Pickles commence un livestream de sa rupture dans la chambre, où sont coincés BoJack et Diane, cette dernière en profite pour annoncer qu'elle part pour Chicago rejoindre Guy.

### Épisode 5:Ce n'est pas tout à fait droit…
- 25 octobre 2019 sur Netflix

Après six mois de cure, Dr Champ estime BoJack prêt à quitter Pastiches et retourner à l'extérieur. BoJack exprime ses craintes et le psychologue le rassure en lui racontant ses propres doutes lorsqu'il a vaincu son alcoolisme. BoJack fait donc ses valises mais quand il apprend que sa chambre sera donnée à Joe Pogo, la nouvelle pop star du moment, il refuse de partir. BoJack appelle Todd pour l'aider à quitter les lieux mais celui-ci a commencé à être la nounou de Ruthie et doit envoyer une de ses 12 assistantes à sa place. BoJack s'énerve sur la jeune femme qui ne montre aucune estime d'elle-même et provoque une crise de conscience qui se répand parmi tous les assistants. Avant de partir, elle demande à BoJack pourquoi il gardait la bouteille d'eau remplie de vodka de Jameson ; il se remémore que c'est en laissant trainer une bouteille semblable que Sarah Lynn a commencé à boire en cachette sur le plateau de Horsin' Around et qu'il a menti au nouveau showrunner, remplaçant Herb Kazzaz. BoJack se débarrasse de la bouteille qui finit entre les mains du Dr Champ. Devant son thérapeute qui a mis fin à des années de sobriété à cause de lui, BoJack reste la nuit le temps qu'il décuve.

### Épisode 6:Beaucoup de bruit pour "rein"
- 25 octobre 2019 sur Netflix

- J. K. Simmons (Lenny Turteltaub)
- Jaime Camil (Jorge Chavez)

Après une nuit de sommeil, Dr Champ a dessaoulé et BoJack l'aide à s'échapper de Pastiches. En partant de la maison de repos à son tour, BoJack remarque la camionnette du thérapeute près d'un bar et il le retrouve au comptoir, de nouveau ivre. BoJack essaie de le raisonner et de le ramener à ses responsabilités mais il s'en moque, précisant qu'il n'est pas thérapeute mais cheval de thérapie, et malgré son manque de qualification, il a cerné le trouble profond de Bojack : l'acteur a une aversion profonde pour les chevaux qui lui rappellent sa famille dysfonctionnelle, ce qui l'amène à repousser Hollyhock et surtout à se détester lui-même. Ne parvenant pas à lui faire arrêter de boire, BoJack envoie Dr Champ en cure de désintoxication à son tour avant de rentrer chez lui.
Les assistants de tout Hollywoo font grève et veulent se syndiquer. Les producteurs refusant de négocier, la ville sombre dans le chaos, les stars s'avérant incapables de gérer quoi que ce soit par eux-mêmes. Lenny Turteltaub et Princess Carolyn cherchent un moyen de tuer la grève au plus vite et pensent avoir trouvé : ils proposent aux meneurs du mouvement un nouveau contrat leur garantissant une meilleure reconnaissance ainsi que leur propre assistant. Cependant, Princess Carolyn réalise après coup qu'elle a également connu les promesses d'évolution de carrière de supérieurs peu scrupuleux, et demande à Judah de devenir le meneur du mouvement des assistants, le sachant froid, strict et incorruptible.

### Épisode 7:L'emblème de la dépression
- 25 octobre 2019 sur Netflix

BoJack est sorti de sa cure mais en retrouvant sa maison à Hollywoo, il se retrouve noyé sous les mauvais souvenirs. Dans un cercle d'alcooliques anonymes où tout le monde le reconnait, il retrouve Sharona, sa coiffeuse sur Horsin' Around qu'il avait forcé à endosser la responsabilité de la présence d'alcool sur le plateau et l'ivresse de la jeune Sarah Lynn. Comme elle préfère l'ignorer, BoJack décide de ne pas rester et part pour remercier son ancien entourage. Il commence par Todd, qui se sent épanoui dans son poste de nounou et peine à faire décoller son application pour asexuels, puis part rendre visite à Diane, seule à Chicago après le départ de Guy pour un shooting aux Galapagos et qu'il retrouve déprimée et en plein syndrome de la page blanche. En rendant visite à Hollyhock, il apprend qu'un poste de professeur d'art à l'université Wesleyan s'est libéré, et lors de son passage chez Princess Carolyn, il lui demande de l'aider une dernière fois à obtenir ce poste.
Princess Carolyn, Lenny Turteltaub et Judah ont obtenu un accord mettant fin à la grève des assistants. En remerciement, Princess Carolyn propose à Judah de devenir directeur des opérations de son agence afin de pouvoir se libérer du temps pour Ruthie, qu'elle a gardé pendant la période des négociations et dont elle se sent enfin proche.

### Épisode 8:Un coup vite fait
- 25 octobre 2019 sur Netflix

Après une période dans un cloitre, Margo Martindale décide de cesser de culpabiliser et fuit les lieux.
Paige Sinclair, grande reporter, ajourne son mariage imminent en apprenant la possibilité que Sarah Lynn n'était pas seule avant sa mort. Avec Maximillian Banks, un autre reporter, elle se lance dans la reconstitution des dernières heures de la vie de l'ex enfant-star et apprend d'un membre du cercle d'alcooliques anonymes qu'elle avait un ami (BoJack, qui n'est pas nommé) revenu alors du Nouveau-Mexique. Sinclair et Banks partent retrouver Penny Carson.
La carrière de Kelsey Jannings stagne à Hollywoo où elle ne parvient à être engagée que pour des courts-métrages fortement orientés par le placement de produit. Quand elle apprend qu'un film sur une super-héroïne va être monté et que les producteurs recherchent une réalisatrice, elle propose une vision consensuelle du film avant de défendre une vision à ses yeux plus réaliste, où l'héroïne serait dénigrée et rabaissée parce qu'elle est une femme puissante. Kelsey est engagée et recherche une actrice pour le rôle principal. Elle pense à Gina Cazador, mais l'actrice est décrite comme capricieuse depuis la fin de Philbert et on lui déconseille de l'engager.

### Épisode 9:Etudes de scènes du théâtre américain
- 31 janvier 2020 sur Netflix

BoJack commence à donner son cours de théâtre à l'université Wesleyan et doit gérer les connaissances très théoriques de ses élèves. Il prend cependant vite ses marques et se trouve un vrai don pour la direction d'acteur et la mise en scène. Afin d'arrondir ses finances, il revend son restaurant à Mr Peanutbutter, toujours à régler sa relation avec Pickles et Joey Pogo. Il profite du semestre pour essayer de se rapprocher de Hollyhock, qui se montre distante, préférant quitter l'équipe de rugby pour ne plus voir BoJack dans les tribunes. De passage pour le cours, Princess Carolyn remarque un des élèves de BoJack et malgré les conseils du professeur, elle lui fait signer un contrat et quitter l'université pour Hollywoo.

### Épisode 10:Les bons dommages
- 31 janvier 2020 sur Netflix

Diane essaie d'écrire son mémoire sur ses traumatismes passés mais sa prise d'anti-dépresseurs et l'attention de Guy la perturbe. Elle arrête en secret son traitement, ce qui n'a aucun effet sur son écriture et l'entraine dans un syndrome de manque. Sous pression de Princess Carolyn, elle finit par écrire malgré elle le début d'un roman jeunesse sur une lycéenne enquêtrice, Sue T.
Paige Sinclair et Maximillian Banks parviennent à retrouver Penny et la suivent chez sa mère Charlotte. La jeune biche, encore sujette à des crises de panique, évoque BoJack et son passage à son université lors de sa soirée de beuverie avec Sarah Lynn. Penny confie à sa mère qu'elle souhaite tourner la page en dénonçant les torts de BoJack mais Charlotte lui déconseille, ne voulant pas que sa famille soit exposée.

### Épisode 11:Des coûts irrécupérables
- 31 janvier 2020 sur Netflix

Max Banks et Paige Sinclair viennent interroger Mr Peanutbutter dans le restaurant qu'il a rouvert avec Pickles et Joey Pogo. Les premières questions se dirigent vers Sarah Lynn mais Paige est intriguée par l'arrangement du triangle et après que Mr Peanutbutter a expliqué leur situation, Max est convaincu que s'ils affirment le contraire, Pickles et Joey sont tombés amoureux. 
BoJack est ramené dans son bureau par Princess Carolyn, Diane et Todd. Il reprend conscience, paniqué et explique que des reporters fouillent son passé. Il commence alors à raconter son histoire avec Penny, mais Diane n'est pas convaincue et BoJack décide alors de lister toutes les actions lourdes qu'il a commis. Paige finit par appeler directement Diane, qui apprend donc que l'histoire sera autour de la mort de Sarah Lynn. BoJack avoue qu'il était avec elle lors de sa mort et qu'il lui a donné le sachet d'héroïne BoJack qui l'a probablement tué. Princess Carolyn prépare déjà un plan pour contrer les accusations, Diane recommence plutôt de tout avouer. Quand Paige Sinclair appelle BoJack, il nie tout, mais se ravise peu après et se prépare à tout avouer publiquement.

### Épisode 12:La Xérox d'une Xérox
- 31 janvier 2020 sur Netflix

Le jour de la sortie de Paige Sinclair, BoJack décide de donner une interview exclusive à Biscuits Braxby, où il révèle son rôle dans la mort de Sarah Lynn. BoJack parvient à défendre une image de repenti et devient l'inspiration de plusieurs personnes à travers Hollywoo pour combattre leurs addictions. Appréciant le regain d'attention et les retours positifs, il accepte sans y réfléchir à donner une deuxième interview, mais cette fois, les questions sont plus incisives quant à la personnalité toxique de BoJack : Biscuits Braxby a en effet reçu les retours de Paige Sinclair qui lui a donné d'autres informations sur ses relations passées avec des femmes qu'il a laissées seules et blessées. BoJack tente alors de se défendre et de se justifier avant d'admettre qu'il n'a pas totalement changé.

### Épisode 13:La licorne lubrique
- 31 janvier 2020 sur Netflix

Depuis sa deuxième interview, BoJack est devenu blacklisté dans tout Hollywoo et renoncé à son poste de professeur. Il doit régler deux arrangements financiers avec la famille de Sarah Lynn puis avec Xerox pour un commentaire dénigrant, qui le laisse sans le sou et sans domicile, son comptable ayant vendu sa maison pour payer ses dettes. Avant de quitter sa maison, il trouve une lettre de Hollyhock, qu'il ne parvient pas à lire, craignant qu'elle y annonce qu'elle coupe les ponts. Il ne trouve que deux soutiens : Mr Peanutbutter, qui le laisse faire le figurant sur Birthday Dad, et Vance Wagonner, dans la même situation mais cherchant à rebondir.

### Épisode 14:Angela
- 31 janvier 2020 sur Netflix

BoJack commence le tournage de Licorne lubrique, son projet de film avec Vance Wagonner, quand il reçoit un appel d'Angela Diaz, la directrice de production qui l'avait forcé à trahir Herb Kazzaz sur Galipettes en folie. Il accepte de la voir après le tournage dans sa grande demeure. Angela lui montre les disques Blu-ray de Galipettes en folie qui ne sortiront jamais car la chaine a décidé de faire un remontage des épisodes sans BoJack. Elle lui fait signer un contrat où il donne son autorisation contre compensation financière. BoJack signe pour qu'on se souvienne de Sarah Lynn pour son rôle plus que pour sa mort, avant de se saouler.
Princess Carolyn apprend que Turtletaub compte la nommer à la tête de la division des productions féminines à la place d'un homme arrêté pour harcèlement. Elle considère la question et réfléchit à des scénarios mais n'a aucune idée. Coincée, elle encourage Judah à ne pas prendre le même chemin, mais il renonce à un concert pour la rejoindre, par amour.
Todd tente de renouer avec sa mère mais même lors d'un diner chez ses parents, elle refuse de sortir de sa chambre et son père finit par avouer qu'elle a honte de se montrer devant le fils qu'elle a chassé et qui lui a sauvé la vie en lui donnant un rein. Todd imagine un de ses plans où il se fait faussement prendre en otage par Margo Martindale pour la forcer à venir le chercher, mais l'actrice est si convaincante que sa mère fait une crise de panique. Todd et sa mère se réconcilient à l'hôpital, Margo Martindale échappe à la prison pour un rôle dans le prochain film de Nicole Holofcener.
Alors en séance de dédicaces, Diane apprend que l'ex-femme de Guy va partir pour Houston avec leur fils. Diane n'est pas contre l'idée de partir. Elle surprend la prochaine tournée de dédicaces : Mr Peanutbutter a écrit ses mémoires, bien plus facilement que Diane. En s'appelant, ils réalisent qu'ils sont désormais à un point de leur vie où ils sont plus apaisés et passés à autre chose.

### Épisode 15:La vue au dernier clignement
- 31 janvier 2020 sur Netflix

BoJack et une Sarah Lynn enfant arrivent chez Beatrice Horseman. Ils y retrouvent Herb Kazzaz, Crackerjack Sugarman, Corduroy Jackson-Jackson et Zach Braff en majordome pour chasser un oiseau entré dans la demeure puis pour un dîner. Les invités parlent des meilleurs et pires moments de leurs vies, Sarah Lynn grandit au cours du dîner, et BoJack est le seul à remarquer un liquide noir couler du plafond. Ils sont rejoints par Butterscotch, qui a l'apparence de Secretariat. BoJack crache du liquide noir puis Beatrice invite tout le monde à une scène dans la pièce d'à côté. BoJack s'attend à se réveiller de ce rêve, comme à son habitude, mais pour la première fois, il rejoint la salle.
Sur scène, Herb présente un à un les invités qui réalisent un tour avant de passer par une porte qui les mène dans les ténèbres. BoJack s'éclipse avec Butterscotch/Secretariat avec qui il a une discussion à cœur ouvert sur leur relation et le sens de la vie. En regardant depuis une terrasse, il voit un cheval dans une piscine. 

### Épisode 16:C'était bien le temps que ça a duré
- 31 janvier 2020 sur Netflix

BoJack a finalement été sauvé par les nouveaux propriétaires de la maison et à son réveil, il a été condamné à 14 mois de prison pour effraction.
Un an passe et BoJack a une permission d'un week-end. Mr Peanutbutter vient le chercher pour le mariage de Princess Carolyn et Judah, mais il fait un détour au planétarium pour officiellement réinstaller le D de Hollywoo pour couronner le succès de Birthday Dad mais c'est un B qui est dévoilé. L'événement fait craindre à BoJack d'être encore responsable d'une nouvelle catastrophe.
Pendant la réception, Todd trouve un prétexte pour voir les feux d'artifice avec Bojack seul sur la plage. BoJack avoue à Todd que la prison lui donne un cadre qui lui permet de rester loin des ennuis et de rester sobre. Todd l'encourage à continuer même après la fin de sa peine.
Plus tard, BoJack retrouve Princess Carolyn, devenue productrice à succès aux côtés de Judah. Elle est prête à aider BoJack  se refaire une place dans Hollywoob, son film Licorne lubrique ayant du succès mais elle tient à garder ses distances avec lui. En dansant, BoJack confie à Princess Carolyn qu'il avait pensé qu'elle hésiterait et serait celui qui la convaincrait de se marier. Princess Carolyn avoue ses peurs mais sait qu'elle a fait le bon choix. BoJack la rassure en lui disant qu'elle mérite d'être heureuse et lui demande de l'aide s'il veut redevenir acteur.